# Norman A. Erbe

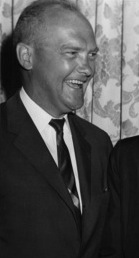
Norman A. Erbe (1962)

Norman Arthur Erbe (* 25. Oktober 1919 in Boone, Boone County, Iowa; † 8. Juni 2000 ebenda) war ein US-amerikanischer Politiker (Republikanische Partei) und 1961–1963 der 35. Gouverneur des Bundesstaates Iowa.

## Frühe Jahre und politischer Aufstieg
Erbes Ausbildung wurde durch den Zweiten Weltkrieg
unterbrochen. In diesem Krieg war er zunächst Offizier einer Infanterie-Einheit und danach Pilot beim Fliegerkorps der US-Armee. Im Jahr 1946 beendete Erbe dann sein Studium an der University of Iowa und ein Jahr später machte er sein juristisches Examen.
Im Jahr 1952 wurde er Staatsanwalt im Boone County. Außerdem war er drei Jahre lang juristischer Vertreter der Autobahnverwaltung (Highway Commission) von Iowa. Schließlich diente er zwischen 1957 und 1961 als Justizminister (Attorney General) seines Staates. Im Jahr 1960 wurde er als Kandidat der Republikanischen Partei zum neuen Gouverneur seines Heimatstaates gewählt.

## Gouverneur von Iowa
Norman Erbe trat sein neues Amt am 12. Januar 1961 an. In seiner zweijährigen Amtszeit wurde der Bildungshaushalt erhöht und eine Gefängnisreform durchgeführt. Die Wahlbezirke für die Kongresswahlen in Iowa wurden neu eingeteilt und die Legislative machte den Weg frei, damit sich Iowa auf dem Gesundheitssektor dem sogenannten Kerr-Mills-Programm zur Verbesserung der medizinischen Versorgung anschließen konnte. Erbe bewarb sich 1962 um eine zweite Amtszeit, unterlag aber seinem demokratischen Gegner Harold Hughes. Diese Niederlage war auch ein Resultat seiner Haltung in der Alkoholfrage. Hauptstreitpunkt im Wahlkampf war die Frage der Prohibition bzw. ob in Iowa das Verkaufsrecht von Alkohol beibehalten oder geändert werden sollte. Damals konnte man Bier nur in Bars, und Wein sowie andere Spirituosen in staatlichen Läden oder privaten Klubs kaufen. Gegen diese Praxis wurde oft verstoßen und der Korruption war Tür und Tor geöffnet. Trotzdem wollte Gouverneur Erbe daran festhalten, während Hughes für ein gerechteres System zur Kontrolle des Alkoholverkaufs und Konsums anstrebte.

## Weiterer Lebenslauf
Nach dem Ende seiner Gouverneurszeit am 17. Januar 1963 zog sich Erbe aus der Politik zurück. Später war er Vizepräsident der amerikanischen Paraplegie-Stiftung. Außerdem war er der örtliche Vertreter des US-Verkehrsministeriums. Norman Erbe verstarb im Jahr 2000 und wurde in Boone beigesetzt. Mit seiner Frau Jacqueline Doran hatte er drei Kinder.